# Aloisius Versiglia

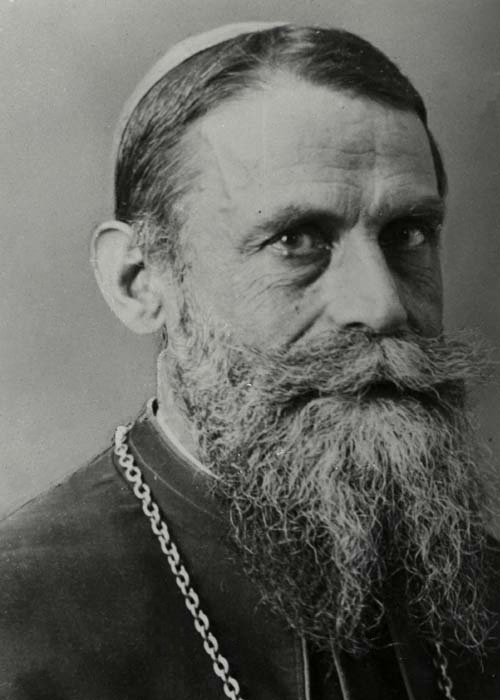
Aloisius Versiglia, c. 1921

Aloisius Versiglia SDB, italienisch Luigi Versiglia (* 5. Juni 1873 in Oliva Gessi; † 25. Februar 1930 in Li Thau Tseui) war ein italienischer Ordenspriester, China-Missionar, römisch-katholischer Bischof und Märtyrer. Er wurde im Jahr 2000 heiliggesprochen.

## Leben
Versiglia trat im Alter von 12 Jahren dem Oratorium „San Giovanni Bosco“ des Giovanni Melchiorre Bosco (Don Bosco) in Turin bei. 1889 trat er in die Ordensgemeinschaft der Salesianer Don Boscos (SDB) ein. Er studierte Philosophie und Theologie an der römischen Gregoriana. 1895 empfing er mit 22 Jahren die Priesterweihe.
Im Jahr darauf wurde er Direktor des Noviziats in Genzano di Roma. Da er seine eigentliche Berufung in der Mission sah, ging er 1906 nach China. In der Niederlassung in Macau war er zunächst Geistlicher Direktor. 1920 wurde er von Papst Benedikt XV. zum Vikar des Apostolischen Vikariats Schiu Chow in der Region Guangdong im Süden Chinas bestellt und Titularbischof von Carystus ernannt; ein Jahr später wurde er durch Bischof Jean Budes de Guébriant zum Bischof geweiht.
Am 23. Mai 1930 brach Versiglia gemeinsam mit dem jungen Missionar Callisto Caravario, zwei Meistern, deren jüngeren Schwestern und einer Katechistin zur Mission in Lianzhou auf, einer durch den Bürgerkrieg verwüsteten Region. Am 25. Februar 1930 wurden sie von Banditen überfallen, die Frauen verschleppt und die Missionare ermordet. Ihr Tod gilt als Martyrium.

## Selig- und Heiligsprechung

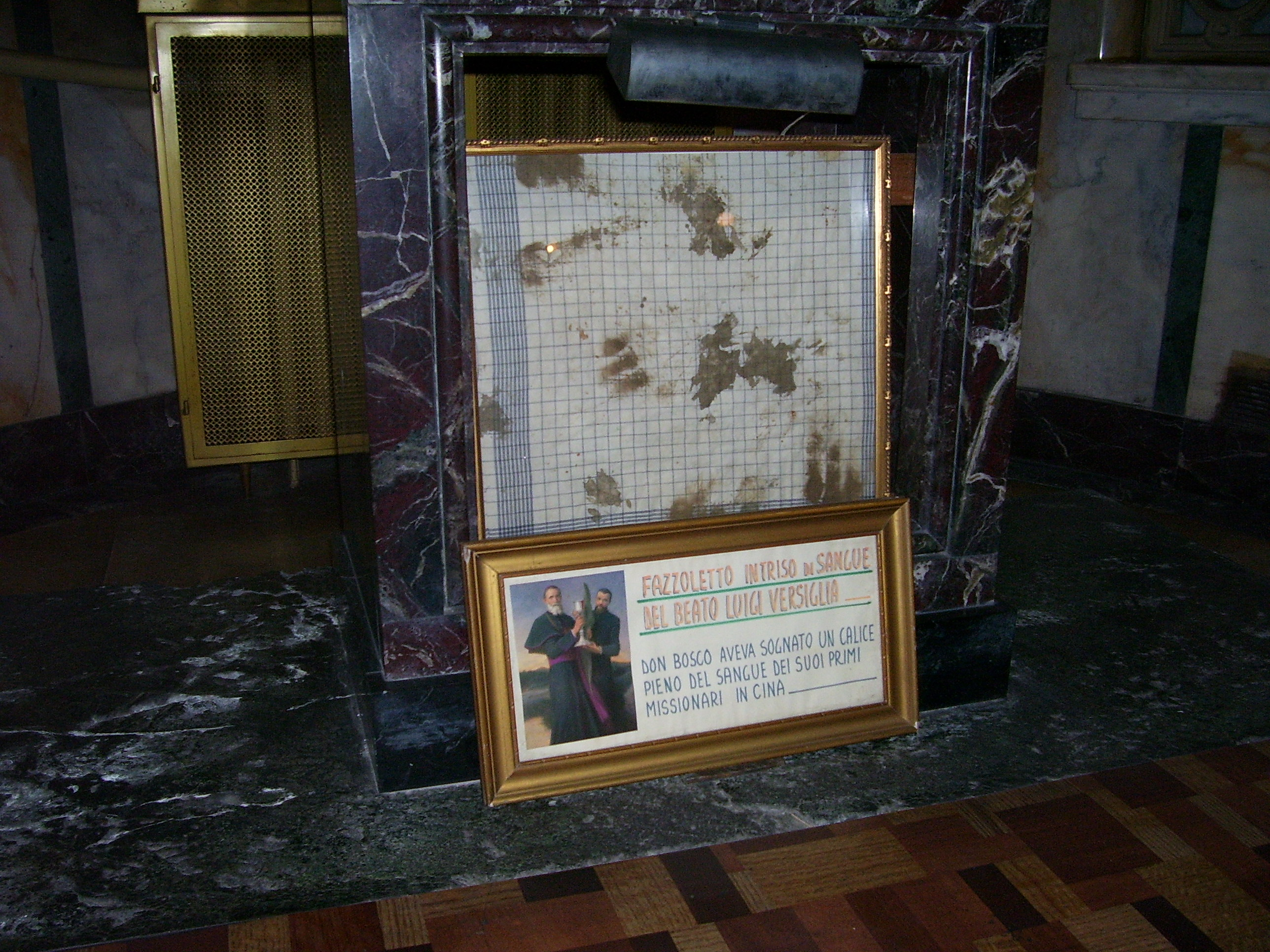
Taschentuch mit Blut der Märtyrer, Reliquie in Valdocco

1976 wurden sie durch Papst Paul VI. offiziell zu Märtyrern der Kirche erklärt, am 15. Mai 1983 durch Papst Johannes Paul II. selig- und am 1. Oktober 2000 heiliggesprochen.
Der liturgische Gedenktag ist der 25. Februar. Der katholische Gedenktag ist der 9. Juli, der auch ein Fest bei den Salesianern Don Boscos ist.